# Konstruktionsgrammatik
Der Begriff Konstruktionsgrammatik (englisch construction grammar, CxG) bezieht sich auf eine soziobiologische „Familie“ grammatischer Theorien oder Modelle, die von der Vorstellung ausgehen, dass die grundlegenden Einheiten der Grammatik nicht atomare syntaktische Einheiten und deren Kombinationsregeln sind, sondern sogenannte grammatische Konstruktionen. Die gesamte Grammatik einer Sprache besteht aus taxonomischen Hierarchien solcher Einheiten. Konstruktionen entsprechen Replikatoren oder Memen in der Memetik.
Der Begriff „Konstruktion“ ersetzt eine Reihe von Konzepten aus der Linguistik, darunter Wörter (Erdferkel, Avocado), Morpheme (auf-, ‒isch), feste Ausdrücke und Redewendungen (im Großen und Ganzen, eine Extrawurst verlangen) und abstrakte grammatikalische Regeln wie die Passivkonstruktion (Die Katze wurde von einem Auto angefahren) und so weiter. Jedes Sprachmuster wird als Konstruktion betrachtet, solange ein Aspekt seiner Form oder seiner Bedeutung nicht aus seinen Bestandteilen oder aus anderen Konstruktionen vorhergesagt werden kann, deren Existenz erkannt wird. In der Konstruktionsgrammatik wird jede Äußerung als eine Kombination mehrerer verschiedener Konstruktionen verstanden, die zusammen ihre genaue Bedeutung und Form spezifizieren.
Befürworter der Konstruktionsgrammatik argumentieren, dass Sprache und Kultur nicht von Menschen entworfen werden, sondern „emergent“ sind oder dass sie automatisch in einem Prozess konstruiert werden, der mit der natürlichen Selektion von Arten vergleichbar ist; oder der Bildung von natürlichen Konstruktionen wie Nester von sozialen Insekten. Konstruktionsgrammatik ist mit Konzepten aus der kognitiven Linguistik verbunden, die auf verschiedene Weise belegen sollen, warum menschliches rationales und kreatives Verhalten automatisch und nicht geplant ist.

## Zur Geschichte
CxG wurde in den 1980er Jahren von Linguisten wie Charles J. Fillmore, Paul Kay und George Lakoff als Reaktion auf den ihrer Meinung nach unbefriedigenden Umgang der Generativen Grammatik Noam Chomskys mit semantischen Phänomenen – u. a. idiomatischen und idiosynkratischen Wendungen – entwickelt, den sie in der atomistischen und reduktionistischen Natur des Komponentenmodells der Generativen Grammatik begründet sahen. In diesem Modell wird Grammatik in eine Reihe autonomer Module wie Phonologie, Syntax, Semantik und Lexikon unterteilt.
Trotz einer Anzahl früherer Veröffentlichungen gilt vor allem der 1988 erschienene Artikel von Fillmore et al. zur englischen let-alone-Konstruktion als richtungsweisende Publikation, die den Startpunkt konstruktionsgrammatischer Theoriebildung begründete.

## Grammatische Konstruktionen in CxG
In CxG ist die grammatische Konstruktion wie allgemein in der Semiotik eine Verbindung aus Form und Bedeutung (form-meaning pair). Der formale Teil der Konstruktion gibt an, wie die Konstruktion im Satz realisiert wird. Er wird häufig als syntaktisches Muster oder Schema bezeichnet, umfasst jedoch über die reine Syntax hinaus auch noch phonologische Aspekte, wie Prosodie und Intonation. Der Bedeutungsteil enthält sowohl die semantische als auch die pragmatische Bedeutung der Konstruktion. Er besteht aus konzeptuellen Strukturen unterschiedlicher Art und wird häufig mit den begrifflichen Mitteln der Frame-Semantik ausgedrückt. Form und Bedeutung sind in der von Langacker vertretenen Art und Weise über symbolische Relationen miteinander verknüpft. Dies bedeutet, dass die Beziehung zwischen Form und Inhalt willkürlich, d. h. durch Bildung von Konventionen, festgesetzt wird (sie ist arbiträr). Wie bei Wörtern ist es nicht möglich aus der Kenntnis des Inhalts auf die Form zu schließen oder umgekehrt.
Eine Konstruktion wird demnach wie ein sprachliches Zeichen oder Symbol aufgefasst, das heißt, alle strukturellen Aspekte, die zur Verwendung des Zeichens relevant sind, sind im Zeichen selbst enthalten und nicht – wie im Komponentenmodell – über eine Vielzahl von Modulen verteilt. Als Konsequenz daraus sind nicht nur lexikalisierte Konstruktionen, wie beispielsweise feststehende idiomatische Wendungen, sondern auch abstraktere grammatische Konstruktionen, wie etwa Argumentstrukturen, Verknüpfungen aus Form und (konventionalisierter) Bedeutung. So geht man zum Beispiel davon aus, dass das ditransitive Schema [S V IO DO] (also [Subjekt Verb IndirektesObjekt DirektesObjekt]) die Bedeutung „X MACHT, DASS Y Z ERHÄLT“ trägt, genauso wie X hat Hummeln in Xs Hintern „X ist ungeduldig und nervös“ bedeutet und X tötet Y „X MACHT, DASS Y STIRBT“.
In CxG sind also alle Konstruktionen unabhängig von ihrer formalen oder semantischen Komplexität und Ausprägung Verknüpfungen aus Form und Bedeutung und demnach exakt wie Wörter aufgebaut. Einige Vertreter der Konstruktionsgrammatik würden sogar noch darüber hinausgehend behaupten, dass sämtliche sprachliche Einheiten, die sowohl hinsichtlich ihrer Form als auch hinsichtlich ihrer Bedeutung bestimmbar sind, Konstruktionen darstellen, wie zum Beispiel Phrasenstrukturen, idiomatische Wendungen, Wörter und sogar Morpheme.

## Das Syntax-Lexikon-Kontinuum
Unter Zurückweisung einer strikten Trennung von Syntax und Lexikon wie im Komponentenmodell der Generativen Grammatik schlägt die CxG einen kontinuierlichen Übergang zwischen beiden Bereichen vor. Dies ergibt sich aus der Annahme, dass sowohl Wörter als auch komplexe grammatische Konstruktionen aus Form und Bedeutung bestehen und sich lediglich in ihrem Grad an interner Komplexität und Abstraktheit unterscheiden. Syntax und Lexikon stellen also nicht zwei diskrete Module mit jeweils eigenen, stark unterschiedlichen Prozessen dar, sondern bilden die beiden Extrempunkte eines Kontinuums: Syntax > Subkategorisierungsrahmen > syntaktische Kategorie > Wort/Lexikon (Achtung: dies sind traditionelle Begriffe und nicht die, die in der Konstruktionsgrammatik verwendet werden.)

## Grammatik als „Inventar“ von Konstruktionen
Der CxG zufolge besteht die Grammatik einer jeden Sprache aus taxonomischen Netzwerken von Konstruktionsfamilien. Der Aufbau dieser Netzwerke erfolgt analog zu dem der Netzwerke konzeptueller Kategorien der Kognitiven Linguistik nach Prinzipien wie Vererbung, Prototypizität, Extension und multiple parenting.
Im Hinblick auf die Art und Weise, wie Information in diesem Netzwerk gespeichert ist, lassen sich vier unterschiedliche Modellvorstellungen ausmachen:

### Full-entry model
In Full-entry models wird Information redundant auf allen relevanten Ebenen der Taxonomie gespeichert. Dies hat zur Folge, dass es, wenn überhaupt, nur sehr wenig Generalisierung gibt.

### Usage-based models
Das Usage-based model (gebrauchsbasiertes Modell) geht von der Vorstellung aus, dass sprachliches Wissen durch einen induktiven, bottom-up gerichteten Lernprozess erworben wird. Neben redundanter Speicherung grammatischer Information sind demnach auch Generalisierungen zugelassen, die sich aus Verallgemeinerungen des Lerners über sich wiederholende Ereignisse der Sprachverwendung (usage events) ergeben.

### Default inheritance model
Im Default inheritance model hat jedes Netzwerk eine zentrale, möglichst allgemein spezifizierte (default) Form-Bedeutungseinheit, die ihre Merkmale an alle untergeordneten Instanzen standardmäßig vererbt. Dieses Modell arbeitet demzufolge in hohem Maße mit Generalisierungen, lässt aber auch insofern Redundanz zu, als verschiedenartige Erweiterungen der Instanzen erlaubt sind.

### Complete inheritance model
In diesem Modell werden Informationen ausschließlich auf der höchstmöglichen Ebene gespeichert und an die jeweils untergeordneten Einheiten vererbt. Der Mechanismus der complete inheritance schließt Redundanz vollständig aus.

### Usage-based models werden zunehmend bevorzugt
Für alle vier Modelle hat es Befürworter in der Konstruktionsgrammatik gegeben, seit Ende der Neunzigerjahre zeichnet sich jedoch eine zunehmende Bevorzugung des Usage-based models ab. Diese war auch letztendlich verantwortlich für die Entwicklung von korpusbasierten Ansätzen zur Untersuchung grammatischer Konstruktionen.

## Synonymie und Monotonie
Da CxG auf der Anwendung von Schemata und Taxonomien basiert, spielen dynamische Derivationsregeln keine Rolle. Konstruktionsgrammatische Ansätze sind daher monoton.
Die Konstruktionsgrammatik lehnt das Konzept der constructional polysemy ab, da in CxG-Ansätzen keine Oberflächenstrukturen aus Tiefenstrukturen abgeleitet werden, und vertritt – wie von Adele Goldberg ausgeführt – das principle of no synonymy des Funktionalisten Dwight Bolinger.
So würde man im Rahmen der Konstruktionsgrammatik beispielsweise sagen, dass die aktivische und die passivische Variante einer Proposition nicht von derselben Tiefenstruktur abgeleitet werden, sondern beide jeweils Instanzen einer eigenen Konstruktion sind. Da nun Konstruktionen aus Form und Bedeutung bestehen, sind die aktivische und die passivische Version der Proposition nicht synonym, sondern unterscheiden sich in ihrer – in diesem Fall pragmatischen – Bedeutung.

## Einzelne Konstruktionsgrammatiken
Wie oben erwähnt, handelt es sich bei CxG weniger um eine einheitliche Grammatik als um eine ganze „Familie“ von Theorien. Zu den ausgearbeiteten, formalisierten Konstruktionsgrammatiken zählen unter anderem die folgenden:

### Construction Grammar
Construction Grammar (mit großen Anfangsbuchstaben) konzentriert sich vor allem auf die formalen Aspekte von Konstruktionen. Verwendet wird ein unifikationsgrammatisches System, vergleichbar dem der Head-Driven Phrase Structure Grammar. Vertreter bzw. Entwickler der Construction Grammar sind Charles J. Fillmore, Paul Kay, Laura Michaelis und zu einem gewissen Grad auch Ivan Sag.

### Konstruktionsgrammatik nach Goldberg/Lakoff
Konstruktionsgrammatiken, wie sie von Sprachwissenschaftlern wie Adele Goldberg und George Lakoff vorgeschlagen wurden, sind vor allem an den wechselseitigen externen Beziehungen der Konstruktionen und der Struktur des Gesamtnetzes orientiert. Es lässt sich außerdem eine starke Berücksichtigung kognitiver Aspekte insofern beobachten, als eine große Anzahl von Prinzipien aus der Kognitiven Linguistik übernommen wird.

### Cognitive Grammar
Auch die Cognitive Grammar (Kognitive Grammatik) von Ronald Langacker wird gelegentlich als eine Art Konstruktionsgrammatik aufgefasst. Die Cognitive Grammar beschäftigt sich hauptsächlich mit der Bedeutungskomponente grammatischer Konstruktionen. Zentrale Annahme der CG ist, dass die formalen Aspekte einer Konstruktion in gewisser Hinsicht eine Spiegelung ihrer Semantik sind, beziehungsweise durch diese motiviert werden. Langacker nimmt sogar an, dass auch vermeintlich abstrakte grammatische Konzepte wie Wortartklassen semantisch motiviert sind und sich auf bestimmte Konzeptualisierungen zurückführen lassen.

### Radical Construction Grammar
Die Radical Construction Grammar (RCG) von William Croft ist mit Hinblick auf ihre Anwendung in der Sprachtypologie entwickelt worden und berücksichtigt in besonderem Maße den Sprachvergleich. Bei ihr steht die Analyse der internen Struktur von Konstruktionen im Vordergrund.
Radical Construction Grammar ist vollständig nichtreduktionistisch. Konstruktionen lassen sich nicht durch ihre Bestandteile (syntaktische Kategorien, semantische Rollen) definieren, sondern umgekehrt definieren sich die Bestandteile durch ihr Auftreten in einer bestimmten Konstruktion.
Infolgedessen haben in der RCG Konstruktionen den Charakter von Gestalten. Die Radical Construction Grammar kann so die Auffassung von der universellen Gültigkeit semantischer Rollen und Relationen sowie syntaktischer Kategorien zurückweisen, da diese nicht nur als sprachspezifisch, sondern darüber hinaus auch als konstruktionsspezifisch betrachtet werden. In der RCG gibt es also keine Universalien, die sich auf formale Eigenschaften von Konstruktionen beziehen. Universelle Eigenschaften werden allerdings im Bereich der Abbildung (mapping) von Form und Bedeutung auf den syntactic bzw. conceptual space vermutet.
Außerdem verzichtet die Radical Construction Grammar vollständig auf syntaktische Relationen, deren Eigenschaften auf die Beziehungen semantischer Rollen untereinander reduziert werden. Wie die Konstruktionsgrammatik nach Goldberg/Lakoff und die Cognitive Grammar lässt sich die RCG der Kognitiven Linguistik zuordnen.

### Embodied Construction Grammar
Auch die Embodied Construction Grammar (ECG), wie sie derzeit von Benjamin Bergen und Nancy Chang entwickelt wird, orientiert sich an der gängigen Definition einer grammatischen Konstruktion, legt aber größeren Wert auf die Beziehung zwischen dem Bedeutungsteil einer Konstruktion und Aspekten der Verkörperung mentaler Repräsentationen (Embodiment) sowie sensomotorischer Sinnesdaten. Eine zentrale Annahme für die ECG ist, dass der Inhalt eines sprachlichen Zeichens mit mentalen Simulationen im Zusammenhang steht und sich letzten Endes auf grundlegende image schemas zurückführen lässt, wie sie von Mark Johnson und George Lakoff beschrieben worden sind. ECG ist ebenfalls eine kognitionslinguistische Theorie und orientiert sich wie auch die Construction Grammar an einem der Vereinheitlichung verpflichteten Repräsentationsmodell.

### Weitere Grammatiken
Darüber hinaus gibt es weitere Vertreter konstruktionsgrammatischer Theorien, die sich keiner speziellen Richtung zuordnen lassen. Ein wachsendes Interesse an diachronen Aspekten von Konstruktionen hat zu einer Erweiterung der Konstruktionsgrammatik um Untersuchungen zur Grammatikalisierung geführt. Das Gleiche gilt für Untersuchungen im Bereich Pragmatik und pragmatischer Konstruktionen, was letzten Endes für das 'usage-based model' einen starken Popularitätszuwachs bedeutete. Hauptsächlich aufgrund der Arbeit von Michael Tomasello hat sich außerdem ein Interesse an konstruktionsgrammatischen Zugängen zum Spracherwerb ergeben. Eine Konstruktionsgrammatik, die darauf ausgelegt ist, für das Parsen gesprochener oder geschriebener Sprache eingesetzt zu werden, ist die Fluid Construction Grammar von Luc Steels.

## Kritik
Esa Itkonen, der die humanistische Linguistik verteidigt und sich der darwinistischen Linguistik widersetzt, stellt die Originalität der Arbeit von Adele Goldberg, Michael Tomasello, Gilles Fauconnier, William Croft und George Lakoff in Frage. Laut Itkonen haben sich Konstruktionsgrammatiker alte Ideen in der Linguistik angeeignet und nur einige falsche Behauptungen hinzugefügt. Zum Beispiel entsprechen Konstruktionstyp und konzeptionelle Mischung bzw. Analogie und 'blend' in den Werken von William Dwight Whitney, Leonard Bloomfield, Charles Hockett und anderen.
Andererseits wurde die Behauptung der Konstruktionsgrammatiker, dass ihre Forschung eine Fortsetzung der saussurischen Linguistik darstellt, als irreführend angesehen. Die deutsche Philologin Elisabeth Leiss betrachtet die Konstruktionsgrammatik als Rückschritt und verbindet sie mit dem Sozialdarwinismus von August Schleicher im 19. Jahrhundert.